# Argences
Pour l’article homonyme, voir Argences en Aubrac.
Argences est une commune française située dans le département du Calvados en région Normandie, peuplée de 3 940 habitants.

## Géographie

### Localisation
Argences est située dans l'aire urbaine de Caen, à 15 km de la ville.
| Vimont        | Janville, Saint-Pierre-du-Jonquet | Saint-Ouen-du-Mesnil-Oger |
| Vimont        | Argences                          | Canteloup                 |
| Vimont, Moult | Moult                             | Moult                     |

### Hydrographie
La commune est située dans le bassin Seine-Normandie. Elle est drainée par la Muance, la Morte Eau et divers autres petits cours d'eau,.
La Muance, d'une longueur de 19 km, prend sa source dans la commune de Saint-Sylvain et se jette  dans la Dives à Troarn, après avoir traversé sept communes. 

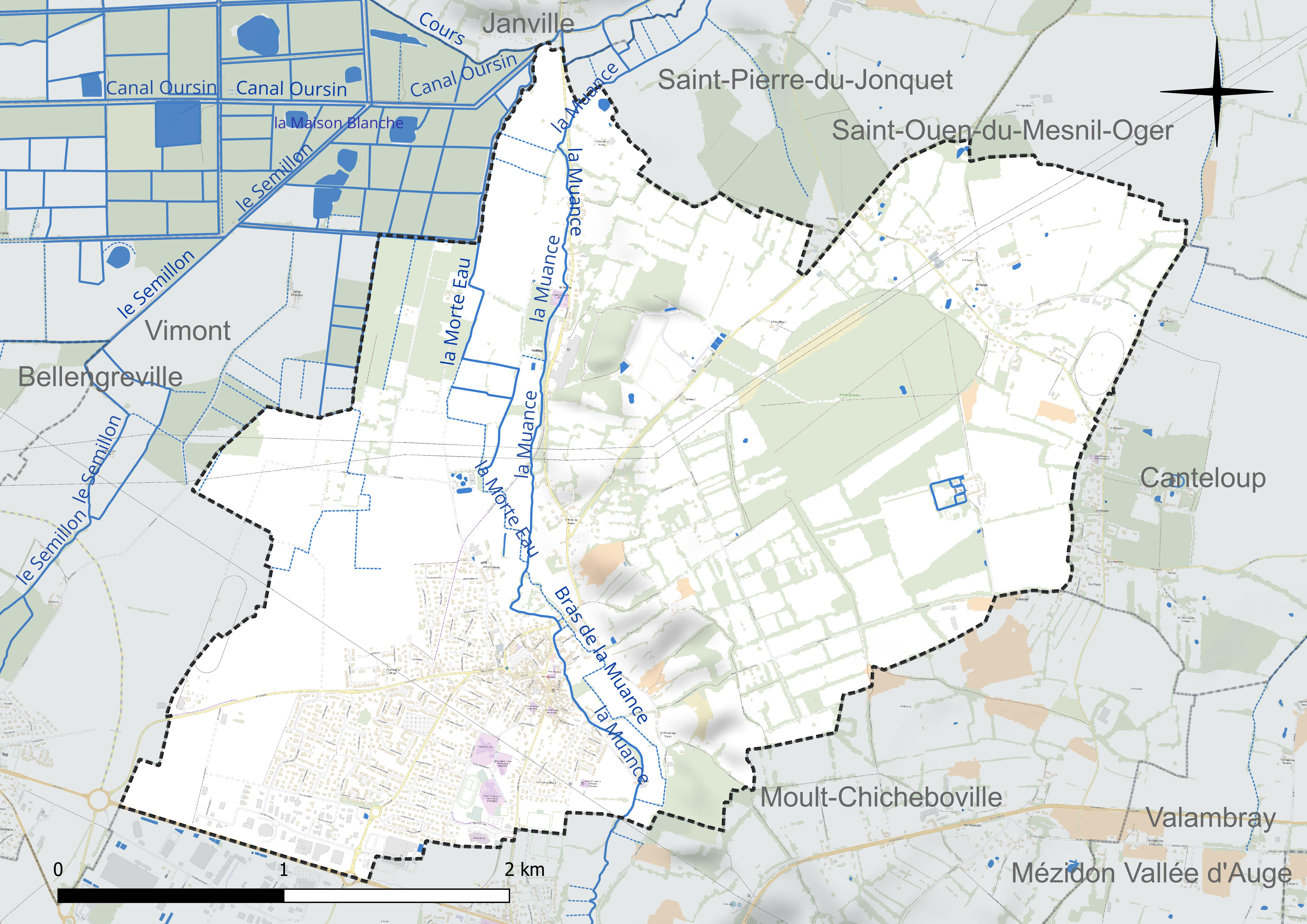
Réseau hydrographique d'Argences.

### Climat
Pour des articles plus généraux, voir Climat de la Normandie et Climat du Calvados.
En 2010, le climat de la commune est de type climat océanique altéré, selon une étude du Centre national de la recherche scientifique s'appuyant sur une série de données couvrant la période 1971-2000. En 2020, Météo-France publie une typologie des climats de la France métropolitaine dans laquelle la commune est exposée à un climat océanique et est dans la région climatique Normandie (Cotentin, Orne), caractérisée par une pluviométrie relativement élevée (850 mm/a) et un été frais (15,5 °C) et venté.
Pour la période 1971-2000, la température annuelle moyenne est de 10,9 °C, avec une amplitude thermique annuelle de 12,3 °C. Le cumul annuel moyen de précipitations est de 666 mm, avec 11,6 jours de précipitations en janvier et 7,7 jours en juillet. Pour la période 1991-2020, la température moyenne annuelle observée sur la station météorologique installée sur la commune est de 11,6 °C et le cumul annuel moyen de précipitations est de 742,9 mm,. Pour l'avenir, les paramètres climatiques de la commune estimés pour 2050 selon différents scénarios d'émission de gaz à effet de serre sont consultables sur un site dédié publié par Météo-France en novembre 2022.
| Mois                                  | jan.           | fév.          | mars          | avril         | mai           | juin          | jui.        | août          | sep.          | oct.            | nov.          | déc.            | année      |
| ------------------------------------- | -------------- | ------------- | ------------- | ------------- | ------------- | ------------- | ----------- | ------------- | ------------- | --------------- | ------------- | --------------- | ---------- |
| Température minimale moyenne (°C)     | 2,3            | 2,2           | 3,6           | 4,9           | 8,3           | 11,2          | 12,9        | 12,9          | 10,7          | 8,7             | 5,2           | 3               | 7,2        |
| Température moyenne (°C)              | 5,3            | 5,9           | 7,9           | 10,1          | 13,4          | 16,4          | 18,2        | 18,3          | 15,9          | 12,7            | 8,6           | 6,1             | 11,6       |
| Température maximale moyenne (°C)     | 8,4            | 9,5           | 12,3          | 15,3          | 18,4          | 21,6          | 23,5        | 23,6          | 21,2          | 16,8            | 12            | 9,1             | 16         |
| Record de froid (°C) date du record   | −12,5 09.01.03 | −12 11.02.12  | −7,5 13.03.13 | −3,5 02.04.13 | −0,5 14.05.10 | 4 23.06.06    | 5 31.07.15  | 5 20.08.14    | 2 30.09.18    | −4,5 30.10.1997 | −6,5 30.11.10 | −10 29.12.05    | −12,5 2003 |
| Record de chaleur (°C) date du record | 16 29.01.13    | 20 15.02.1998 | 22,5 30.03.17 | 28 21.04.18   | 31,5 27.05.05 | 36,5 29.06.19 | 41 25.07.19 | 39,5 10.08.03 | 34,5 13.09.16 | 29,5 01.10.11   | 22,5 01.11.15 | 16,5 12.12.1998 | 41 2019    |
| Précipitations (mm)                   | 58,6           | 52,3          | 52,5          | 52            | 61,2          | 57,4          | 49,1        | 66            | 53,8          | 80,1            | 76,6          | 83,3            | 742,9      |

| Diagramme climatique                                  |            |             |           |             |              |              |            |              |             |           |          |
| J                                                     | F          | M           | A         | M           | J            | J            | A          | S            | O           | N         | D        |
| 8,42,358,6                                            | 9,52,252,3 | 12,33,652,5 | 15,34,952 | 18,48,361,2 | 21,611,257,4 | 23,512,949,1 | 23,612,966 | 21,210,753,8 | 16,88,780,1 | 125,276,6 | 9,1383,3 |
| Moyennes : • Temp. maxi et mini °C • Précipitation mm |            |             |           |             |              |              |            |              |             |           |          |

## Urbanisme

### Typologie
Au 1er janvier 2024, Argences est catégorisée petite ville, selon la nouvelle grille communale de densité à 7 niveaux définie par l'Insee en 2022.
Elle appartient à l'unité urbaine d'Argences, une agglomération intra-départementale dont elle est ville-centre,. Par ailleurs la commune fait partie de l'aire d'attraction de Caen, dont elle est une commune de la couronne,. Cette aire, qui regroupe 296 communes, est catégorisée dans les aires de 200 000 à moins de 700 000 habitants,.

### Occupation des sols
L'occupation des sols de la commune, telle qu'elle ressort de la base de données européenne d'occupation biophysique des sols Corine Land Cover (CLC), est marquée par l'importance des territoires agricoles (68,7 % en 2018), en diminution par rapport à 1990 (76,9 %). La répartition détaillée en 2018 est la suivante : 
prairies (41,9 %), terres arables (21,5 %), zones urbanisées (13,5 %), forêts (11,9 %), zones industrielles ou commerciales et réseaux de communication (5,9 %), zones agricoles hétérogènes (5,3 %). L'évolution de l'occupation des sols de la commune et de ses infrastructures peut être observée sur les différentes représentations cartographiques du territoire : la carte de Cassini (XVIIIe siècle), la carte d'état-major (1820-1866) et les cartes ou photos aériennes de l'IGN pour la période actuelle (1950 à aujourd'hui).

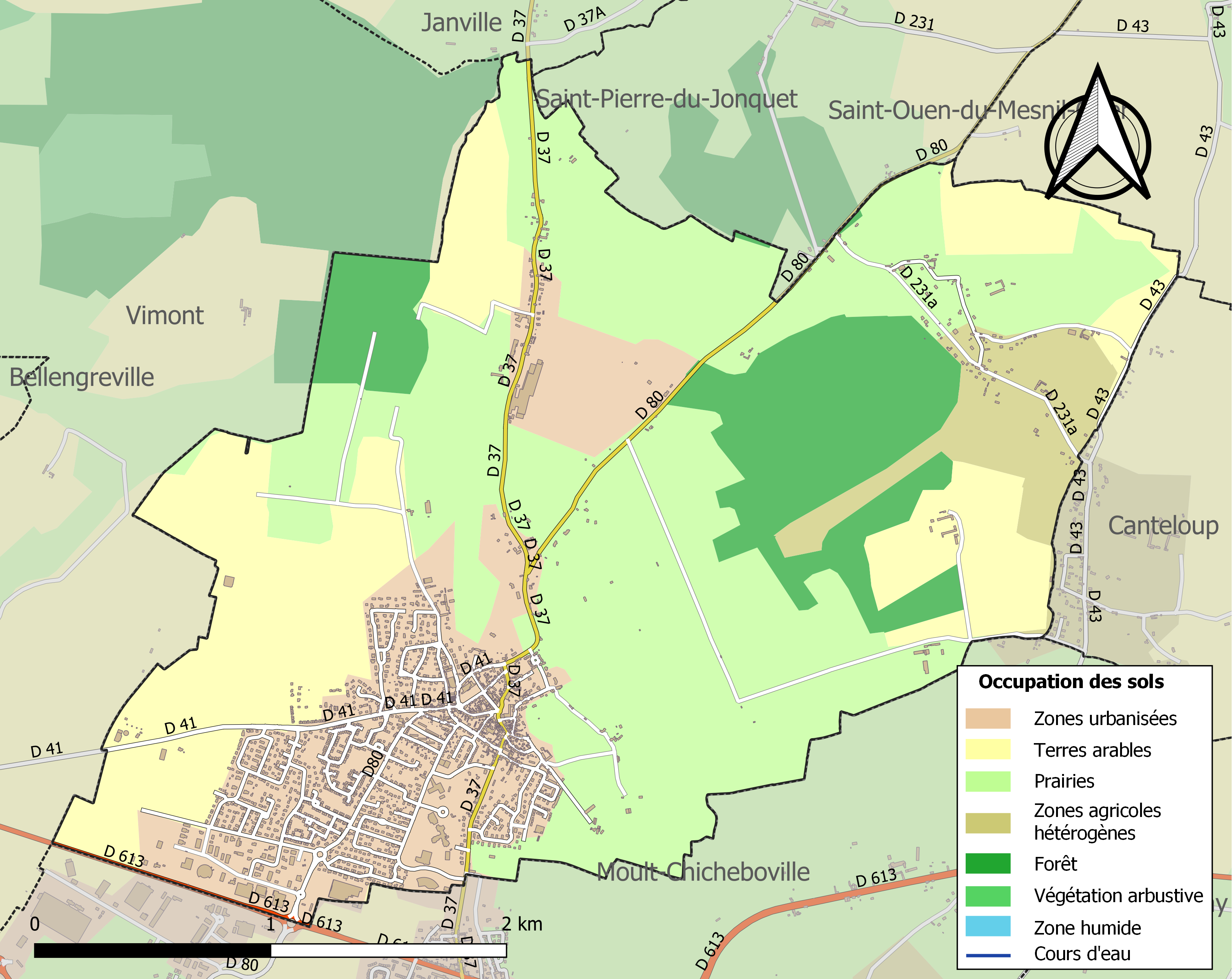
Carte des infrastructures et de l'occupation des sols de la commune en 2018 (CLC).

## Toponymie
Le nom de la localité est attesté sous la forme Argentias en 990. Le toponyme est issu de l'anthroponyme roman Argentius.
Le gentilé est Argençais.

## Histoire

### Antiquité
Le trésor d'Airan est trouvé par hasard à Moult-Argences en 1876. Datant du début du Ve siècle, il est attribué soit aux Alains, soit aux Huns[réf. nécessaire].

### Moyen Âge
En 989, Richard Ier de Normandie fit donation à l'abbaye de Fécamp des cures de Mondeville et d'Argences. À partir de cette date, le domaine de Mondeville fut géré comme un fief ecclésiastique par la baronnie d'Argences.
En 1458, l'abbé de Fécamp déclare entre autres choses : « Item au baillage de Caen, (nous avons), la baronnie, terre et seigneurie d'Argences, lasquelle Baronnie s'estend au bailliage du Costentin, en la viconté de Valognes, aux paroisses de Quettehou, de Saint Vaast, de Ravenoville, de Beuzeville, de Digoville, de Montaigu et d'Illec Environ… ».

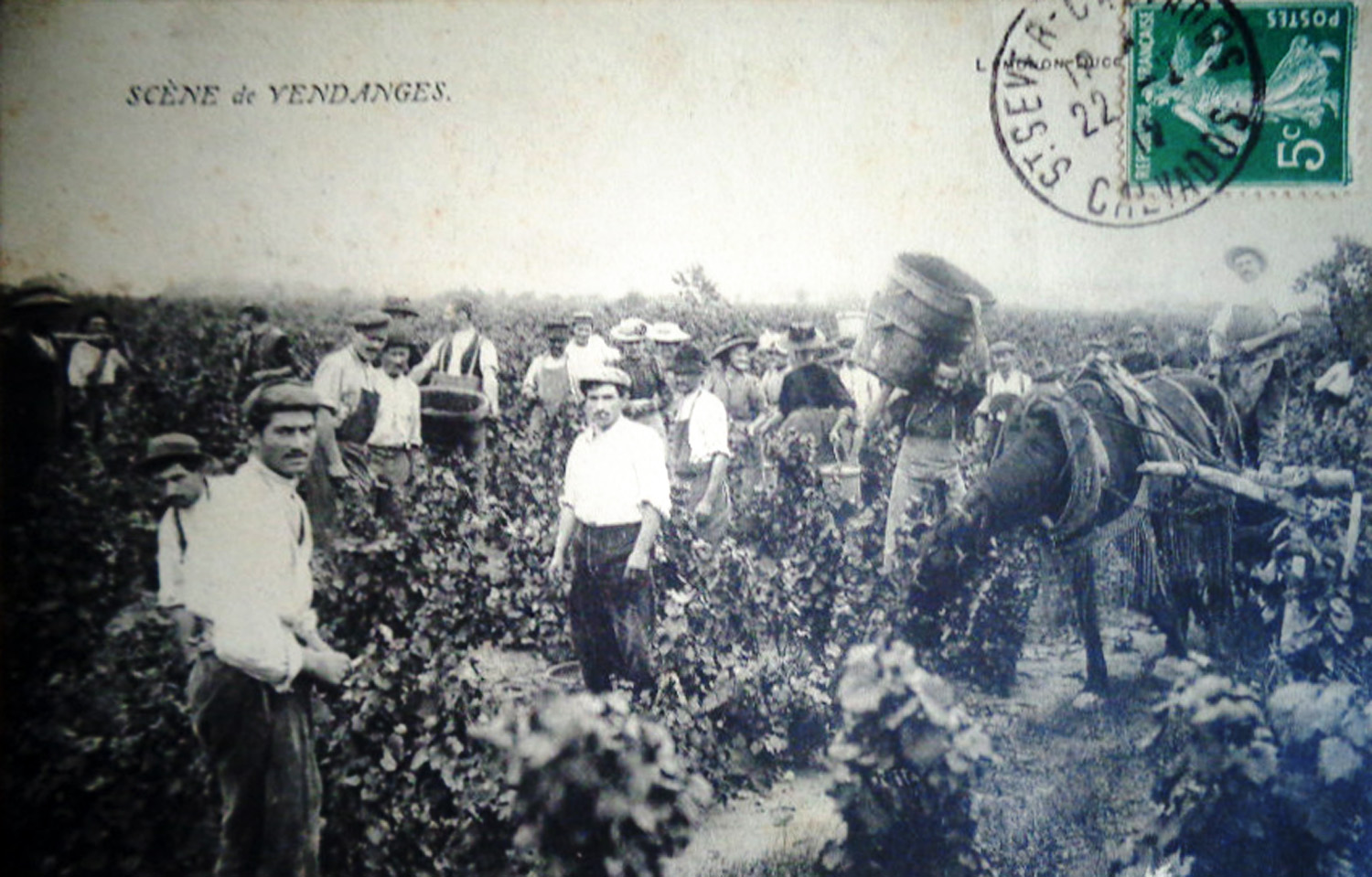
Vendanges en Calvados.

Amenée en Normandie par les Romains, la culture de la vigne s'est développée au Moyen Âge. À l'époque ducale, le vignoble d'Argences était réputé. Dès la fin du Xe siècle, on remarque l'essor des vignobles de Longueville, autour de Vernon, et d'Argences, « où les abbayes se disputent à prix d'or les moindres parcelles ». À cette époque et jusqu'à la fin du XIIIe siècle, le duché de Normandie bénéficie de conditions climatiques relativement favorables à ce type de production.

### Temps modernes
Sous l'Ancien Régime, Argences comprend deux paroisses : Saint-Patrice, la plus ancienne, et Saint-Jean-Baptiste. En 1609, Argences a pour seigneur Adrien du Houlley, également seigneur de Courtonne, de la Roque, de Gouvix, des Essarts, de Firfol et de la Grandière.

### Époque contemporaine

#### XIXesiècle
Une première tuilerie est construite en 1841 par Jean Déterville et Auguste Buret, à proximité de la carrière du Fresne d'Argence. En 1912, la grande tuilerie du Fresne fait construire la ligne du Fresne d'Argences à Moult-Argences. Cette petite ligne de chemin de fer de moins de 4 km reliait la gare de Moult - Argences, sur la ligne Paris-Cherbourg, à la tuilerie en desservant Argences. La ligne a été fermée en 1931 et la commune est désormais uniquement desservie par la gare de Moult-Argences (TER Basse-Normandie).

#### Seconde Guerre mondiale
Le 16 avril 1942, un groupe de résistants fait dérailler le train Maastricht - Cherbourg, à deux kilomètres de la gare de Moult - Argences, sur la commune d'Airan, faisant 28 morts et 19 blessés, tous militaires allemands. Le 30 avril de la même année, faisant suite aux représailles allemandes, un nouveau déraillement du même train est provoqué au même endroit tuant 10 soldats allemands et en blessant 22 autres.

## Politique et administration

### Liste des maires
Le conseil municipal est composé de vingt-sept membres dont le maire et sept adjoints.

### Politique environnementale
La commune a obtenu le niveau « deux fleurs » au concours des villes et villages fleuris.

### Jumelages
- Hettstadt (Allemagne) depuis 1986.

## Population et société

### Démographie
L'évolution du nombre d'habitants est connue à travers les recensements de la population effectués dans la commune depuis 1793. Pour les communes de moins de 10 000 habitants, une enquête de recensement portant sur toute la population est réalisée tous les cinq ans, les populations de référence des années intermédiaires étant quant à elles estimées par interpolation ou extrapolation. Pour la commune, le premier recensement exhaustif entrant dans le cadre du nouveau dispositif a été réalisé en 2004.
En 2022, la commune comptait 3 940 habitants, en évolution de +6,86 % par rapport à 2016 (Calvados : +1,58 %, France hors Mayotte : +2,11 %).
| 1793  | 1800  | 1806  | 1821  | 1831  | 1841  | 1846  | 1851  | 1856  |
| ----- | ----- | ----- | ----- | ----- | ----- | ----- | ----- | ----- |
| 1 283 | 1 205 | 1 425 | 1 453 | 1 574 | 1 577 | 1 542 | 1 505 | 1 553 |

| 1861  | 1866  | 1872  | 1876  | 1881  | 1886  | 1891  | 1896  | 1901  |
| ----- | ----- | ----- | ----- | ----- | ----- | ----- | ----- | ----- |
| 1 406 | 1 403 | 1 258 | 1 360 | 1 442 | 1 451 | 1 388 | 1 441 | 1 417 |

| 1906  | 1911  | 1921  | 1926  | 1931  | 1936  | 1946  | 1954  | 1962  |
| ----- | ----- | ----- | ----- | ----- | ----- | ----- | ----- | ----- |
| 1 394 | 1 447 | 1 219 | 1 322 | 1 220 | 1 205 | 1 108 | 1 269 | 1 584 |

| 1968  | 1975  | 1982  | 1990  | 1999  | 2004  | 2006  | 2009  | 2014  |
| ----- | ----- | ----- | ----- | ----- | ----- | ----- | ----- | ----- |
| 1 802 | 2 215 | 3 000 | 3 048 | 3 241 | 3 372 | 3 484 | 3 517 | 3 642 |

| 2019  | 2022  | - | - | - | - | - | - | - |
| ----- | ----- | - | - | - | - | - | - | - |
| 3 795 | 3 940 | - | - | - | - | - | - | - |

### Associations
Parmi les nombreuses associations de la commune, on peut citer :
- Familles rurales organise des cours de danse pour enfants et adultes (initiation, danse moderne, fit'n dance), cours de couture, échec, dessins, cours d'anglais et de chinois, théâtre, yoga.
- Association des Amis du Moulin de la Porte chargée de la restauration et de l'animation du Moulin d'Argences.
- APOSA organise des spectacles.
- Club Magic Normand organise des rencontres autour du jeu de cartes « Magic l'Assemblée ».
- Billard Club Argençais
- FNACA et Anciens combattants
- Groupe folklorique
- Football Club d'Argences
- Val ès dunes Handball
- Argences Judo Club
- Karaté en Val ès dunes
- E.S.A Pétanque
- Photo Club Clin d'œil
- Taïso par le Club de Judo
- Argences Tennis Club
- Les Archers club de tir à l'arc
- Les Capucines club de twirling
- Vélo Sport Argençais
- ESAB club de basket-ball

### Sports
Le Football Club d'Argences fait évoluer une équipe de football en ligue de Basse-Normandie et deux autres en divisions de district.

## Économie
Le journal L'Écho de la Muance paraît à Argences de 1896 à 1897.
L'installation de stockage de déchets dangereux d'Argences est autorisée à recevoir des déchets à radioactivité naturelle élevée.
Le constructeur automobile spécialisé dans le rétrofit Lormauto est implanté dans la commune. Ses activités sont essentiellement centrées sur les Renault Twingo I, mais des projets existes sur des Citroën Berlingo, Peugeot Partner, Renault Kangoo I. Il a noué un partenariat avec le loueur UCAR, pour faire connaitre ses Twingo partiellement reconstruites,. La structure a également été présente au mondiale de l'auto en qualité de spécialiste des conversions électrique en 2022 et en tant que constructeur en 2024.

## Culture locale et patrimoine

### Lieux et monuments
- Le château du Fresne, du XVIIe siècle, qui fait l'objet d'une inscription au titre des monuments historiques depuis le 4 octobre 1932[42].
- L'église Saint-Jean, détruite par les bombardements en 1944, dont il ne subsiste que le mur de l'abside, reconstruite en 1961.
- Le moulin de la Porte dont la roue est actionnée par la Muance.
- Le lavoir de la rue de la Morte-Eau.
- Les anciennes usines des Tuileries de Beauvais.
- Le château Saint-Gilles.

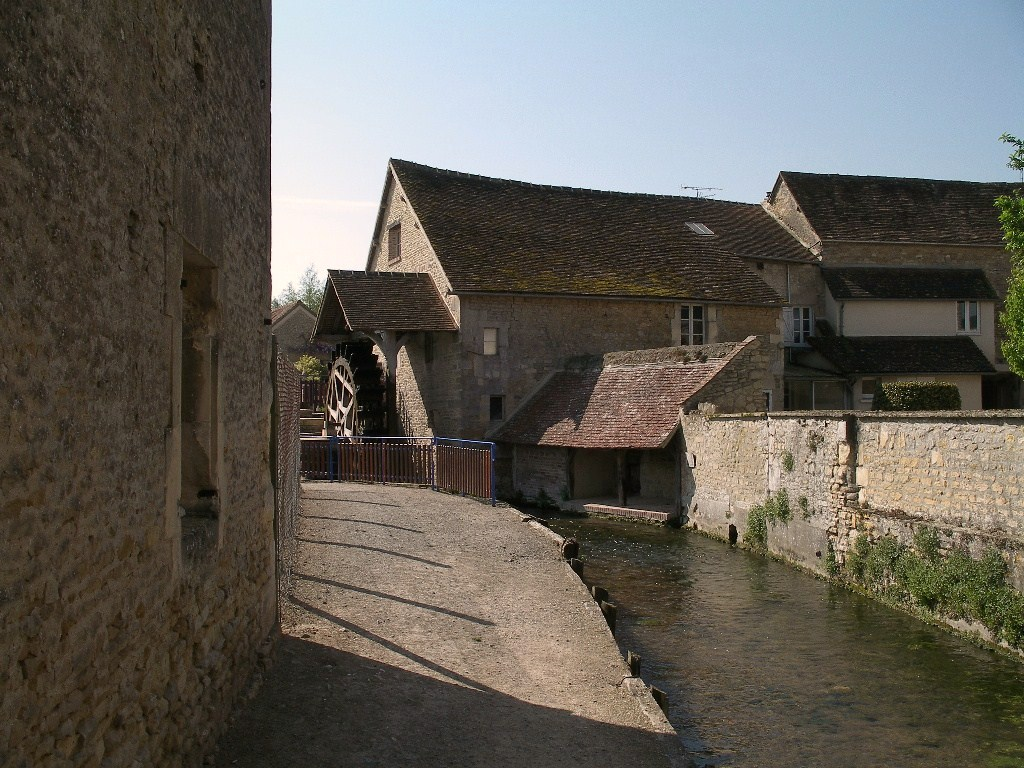
Le moulin de la Porte.
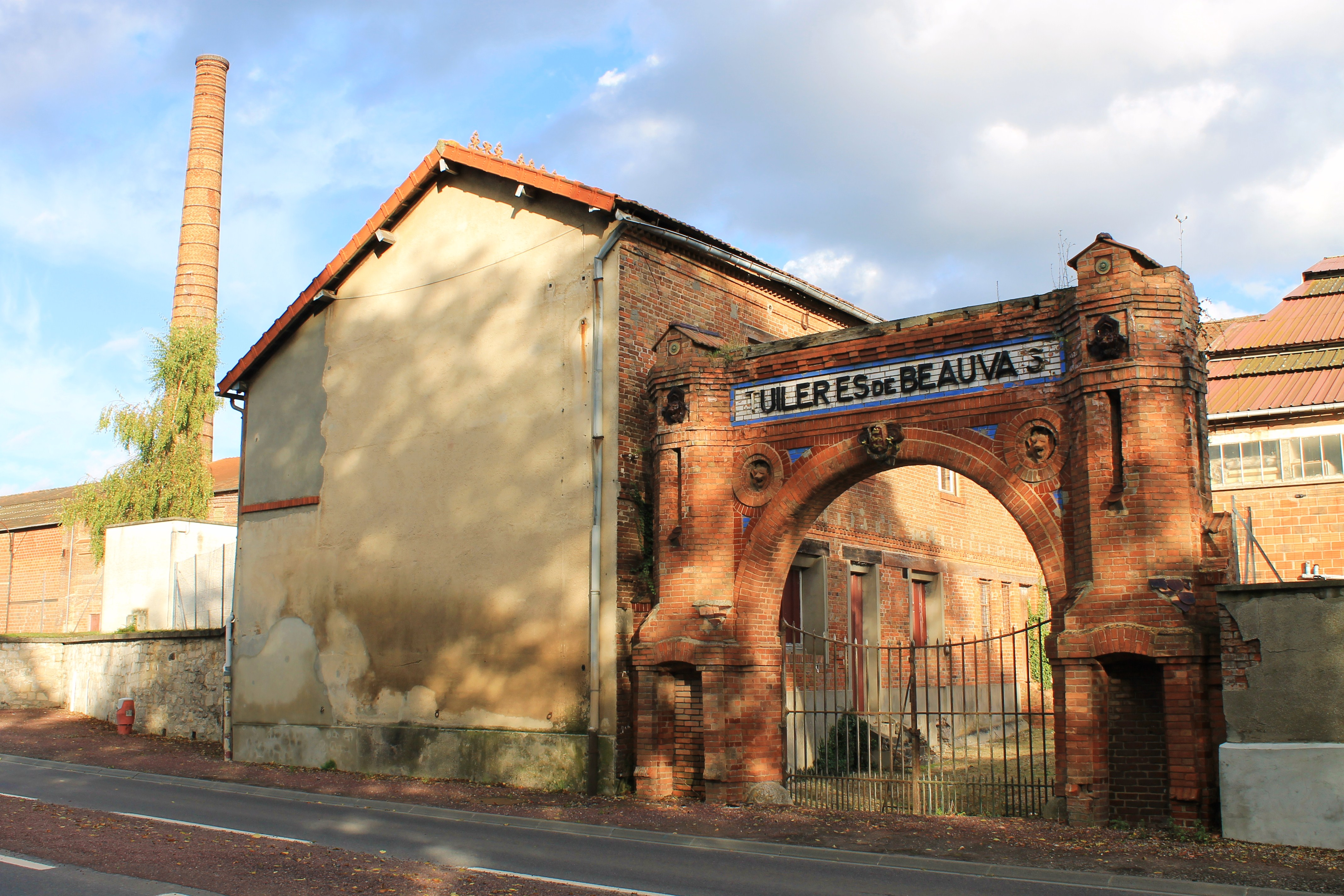
Le porche des Tuileries de Beauvais.
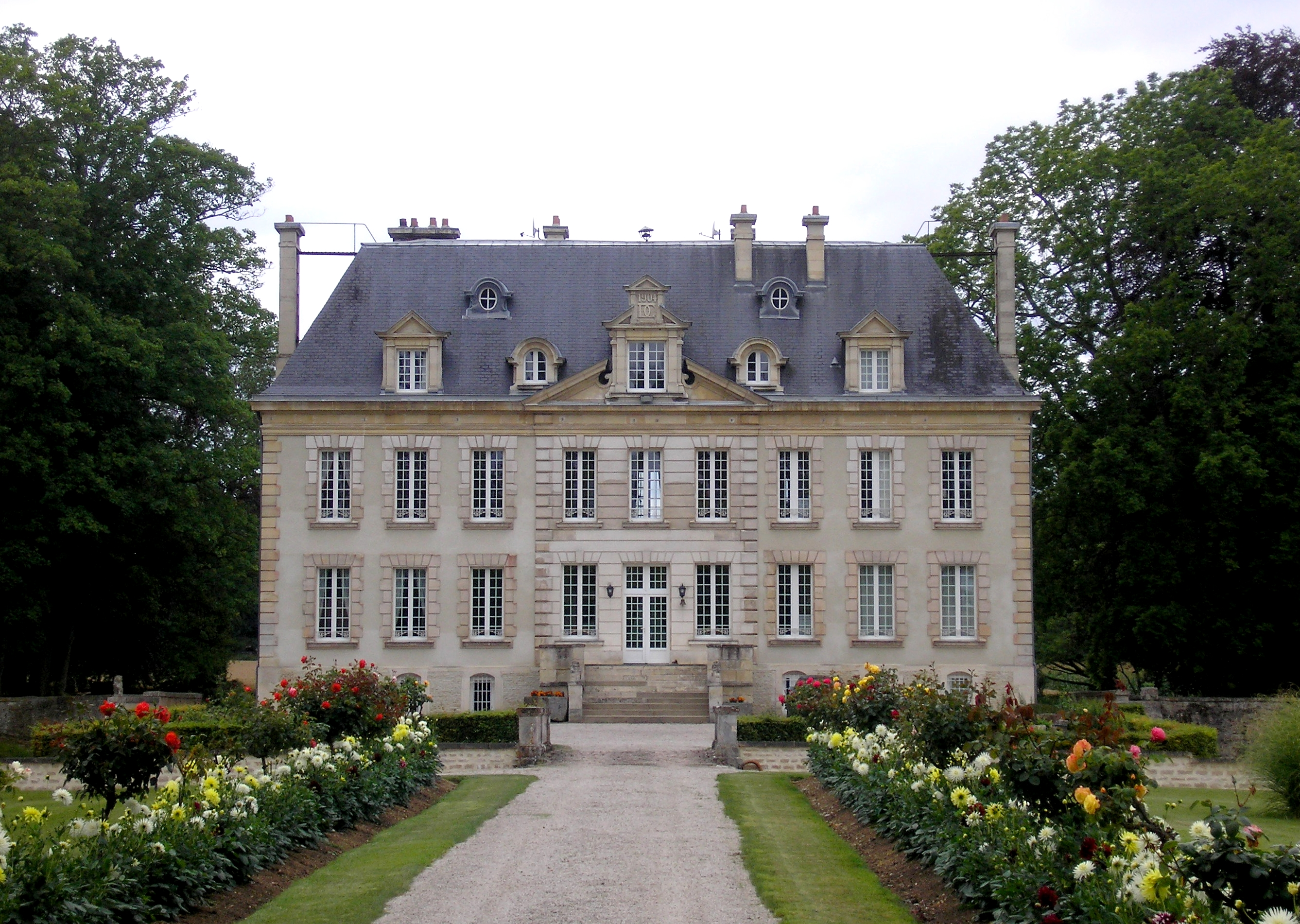
Le château Saint-Gilles.
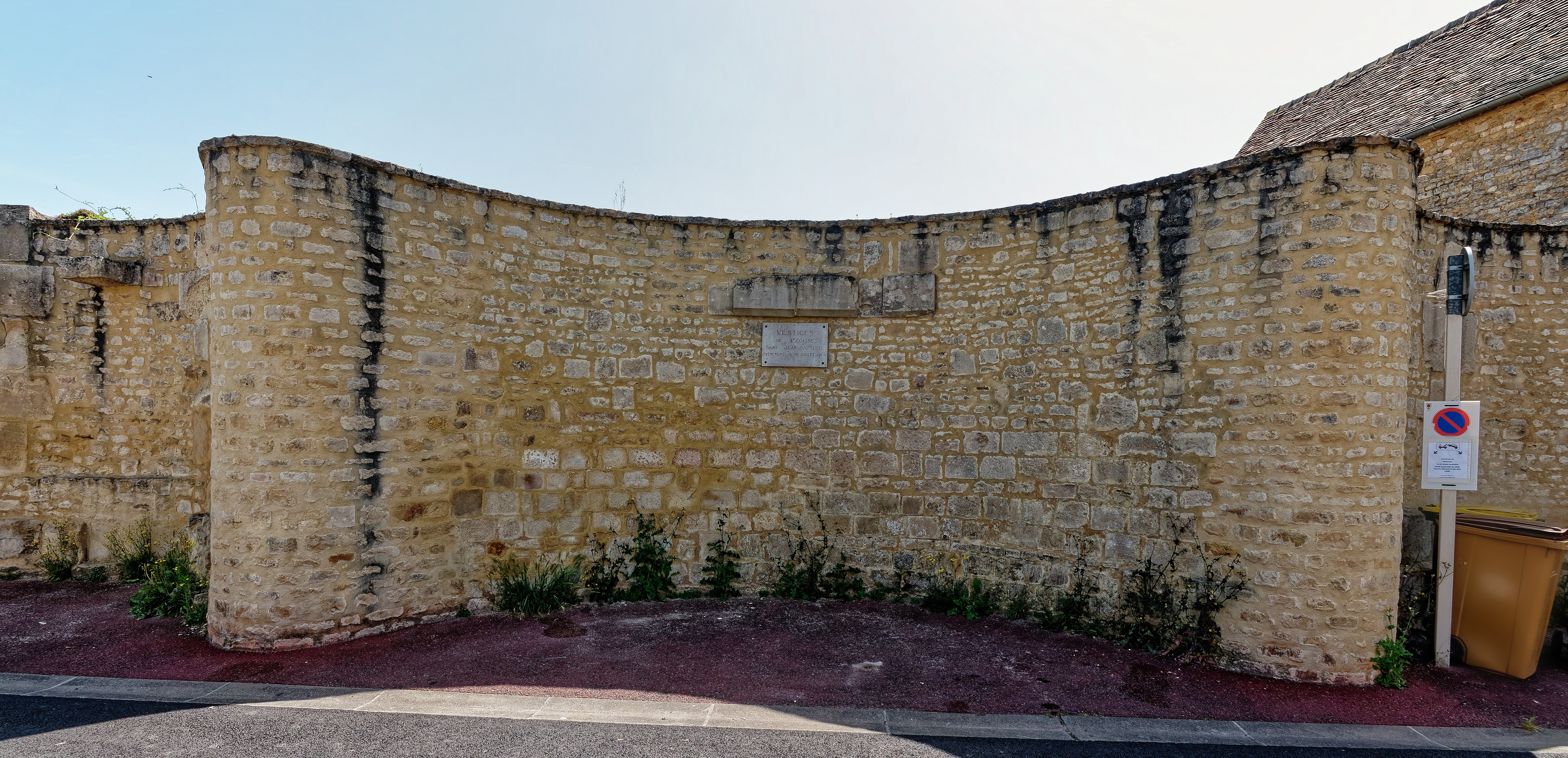
Vestiges du mur de l'abside de l'ancienne église Saint-Jean-Baptiste.

### Personnalités liées à la commune
- Raoul d'Argences (mort en 1219), 6e abbé de Fécamp, originaire d'Argences.
- Henri Moisy (1815-1886), notaire, juge et linguiste, né à Argences.
- Eustache Pilon (1873-1941), professeur de droit français, né à Argences, une rue porte son nom
- André Plantain (1901-1967 à Argences), homme politique.
- François Fayt (né en 1946 à Argences), compositeur.
- Yohann Eudeline (né en 1982), footballeur français ayant évolué de 1997 à 2000 au club de football local.

### Héraldique
| Blason de Argences | Blason  | De gueules à trois mitres d'or chargées d'une croisette de gueules, posées 2 et 1, accompagnées de trois branches de laurier de sinople, posées 1 et 2, celle du chef en pal, les deux autres branches de laurier passées en sautoir en pointe. |
| Blason de Argences | Détails | Le statut officiel du blason reste à déterminer. |